# Vertou
Vertou település Franciaországban, Loire-Atlantique megyében. Lakosainak száma 26 048 fő (2022. január 1.). Vertou Saint-Sébastien-sur-Loire, La Haie-Fouassière, Saint-Fiacre-sur-Maine, Château-Thébaud, Le Bignon, Les Sorinières, Rezé, Nantes, Basse-Goulaine és Haute-Goulaine községekkel határos.

## Népesség
A település népessége az elmúlt években az alábbi módon változott:
| Lakosok száma | 12 089 | 15 631 | 18 235 | 21 091 | 22 820 | 23 124 | 24 219 | 25 541 | 25 879 | 26 048 |
|               | 1968   | 1982   | 1990   | 2006   | 2013   | 2015   | 2017   | 2019   | 2020   | 2022   |